# Mercedes-Benz Ponton (Type 105)
La Mercedes-Benz W 105, plus connue sous le nom de Mercedes-Benz 219, est un ancien modèle de Daimler-Benz de la catégorie des luxueuses,,,. Elle avait un moteur six cylindres et a été produite entre 1956 et 1959. Successeur de la Mercedes-Benz 220 (W 187), également connue sous le nom de Großer Ponton (français : grande Ponton), la W 105 a été construite parallèlement au W 120/W 121 (Kleiner Ponton) (français : petite Ponton) avec moteurs quatre cylindres).

## Histoire
La 219 était proposée en même temps que la 220 S (W 180 II), entre 1956 et 1959. Ce modèle était positionné comme un « modèle économique » au sein de l’entreprise, il se situait entre la type 190 quatre cylindres moins chère de 1 050 Deutsche Mark, et la 220 S plus chère de 2 000 Deutsche Mark - un rôle que Mercedes-Benz attribuera plus tard (entre 1965 et 1968) au modèle 230 (W 110).
La 219 a le moteur et l’avant de la 220a et est identique au plus petit modèle à moteur quatre cylindres, la 190 (W 121), à partir du montant A. En raison du coffre plus court, la 219 n’était pas aussi populaire que la 220 S, dont presque deux fois plus de modèle ont été vendus. Les collectionneurs accordent aujourd’hui plus d’attention à la W 105 grâce aux petits nombres de modèles. En décembre 2005, 89 véhicules étaient immatriculés auprès de la Kraftfahrt-Bundesamt en Allemagne, sans compter les véhicules avec une plaque d'immatriculation allemande avec la série de chiffres commençant par 07 et les véhicules sans immatriculation en cours. Le moteur M 180 II de la 220a développait à l’origine 62,5 kW (85 ch) à 4 800 tr/min. en 1957, une compression plus élevée permettait d’atteindre 66 kW (90 ch) à 4 800 tr/min. la berline de 1 290 kg accélère de 0 à 100 km/h en 17 secondes. La vitesse maximale est de 148 km/h.
Une innovation notable était l’embrayage automatique hydraulique « Hydrak », qui était disponible à partir d’août 1957 moyennant un supplément de 450 Deutsche Mark. Le système a été développé conjointement par Fichtel & Sachs et Daimler-Benz et se compose d’un embrayage de démarrage hydraulique en combinaison avec un embrayage à sec mécanique pour le changement de vitesse. Actionné par le vide du moteur, l’embrayage à sec est activé électriquement en touchant le levier de vitesses. L’« Hydrak » n’était pas proposé dans les modèles à moteurs quatre cylindres.
27 845 voitures ont été construites entre 1956 et 1959 ; environ 16 000 d’entre elles pour l’exportation. Le prix de la 219 était de 10 500 Deutsche Mark pendant toute la période de construction. Sur la base de l’année 1956, cela correspond à 27 000 euros dans la monnaie actuelle, prise en compte de l’inflation.

## Galerie

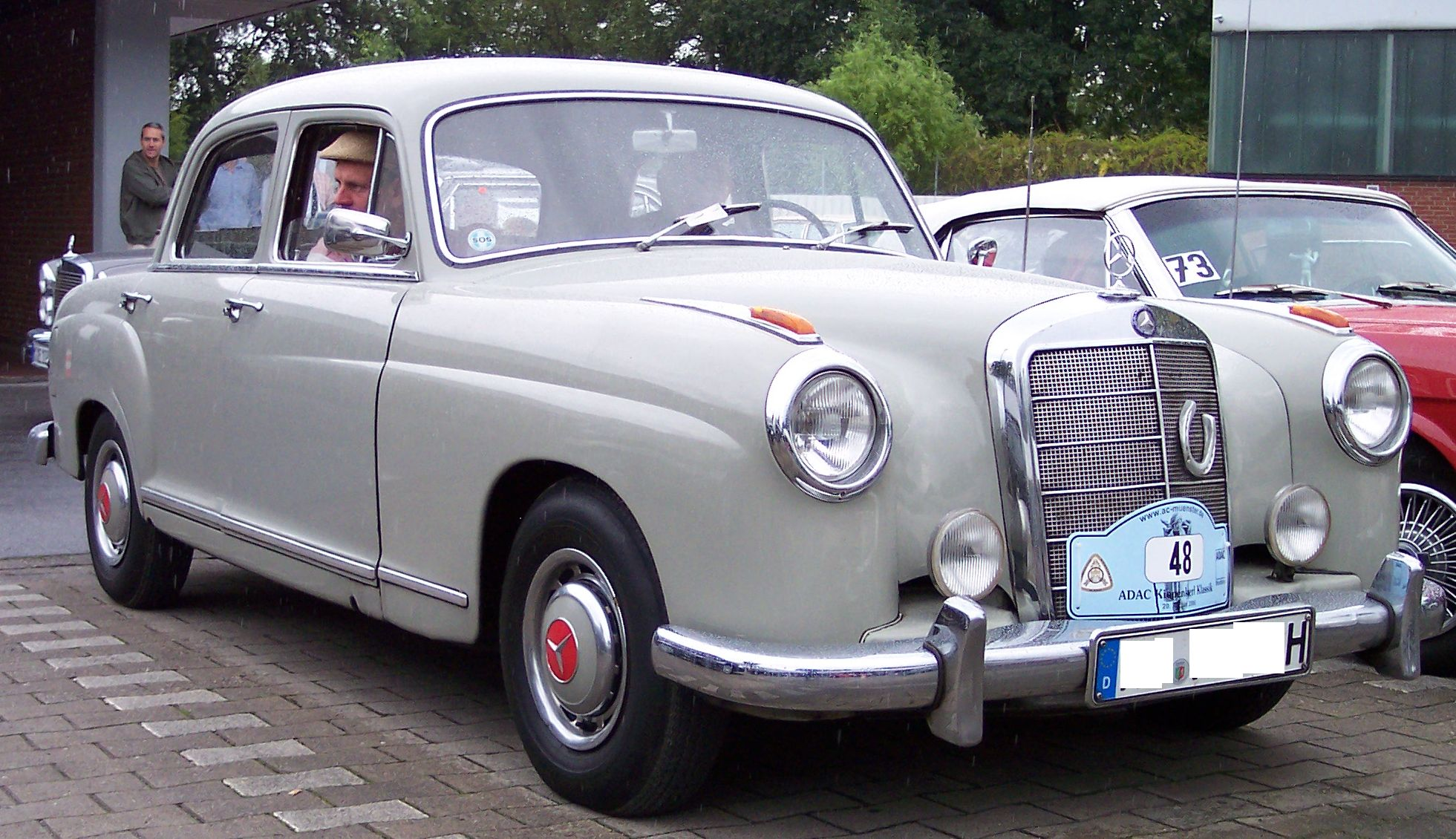
Mercedes-Benz 219 (W 105).
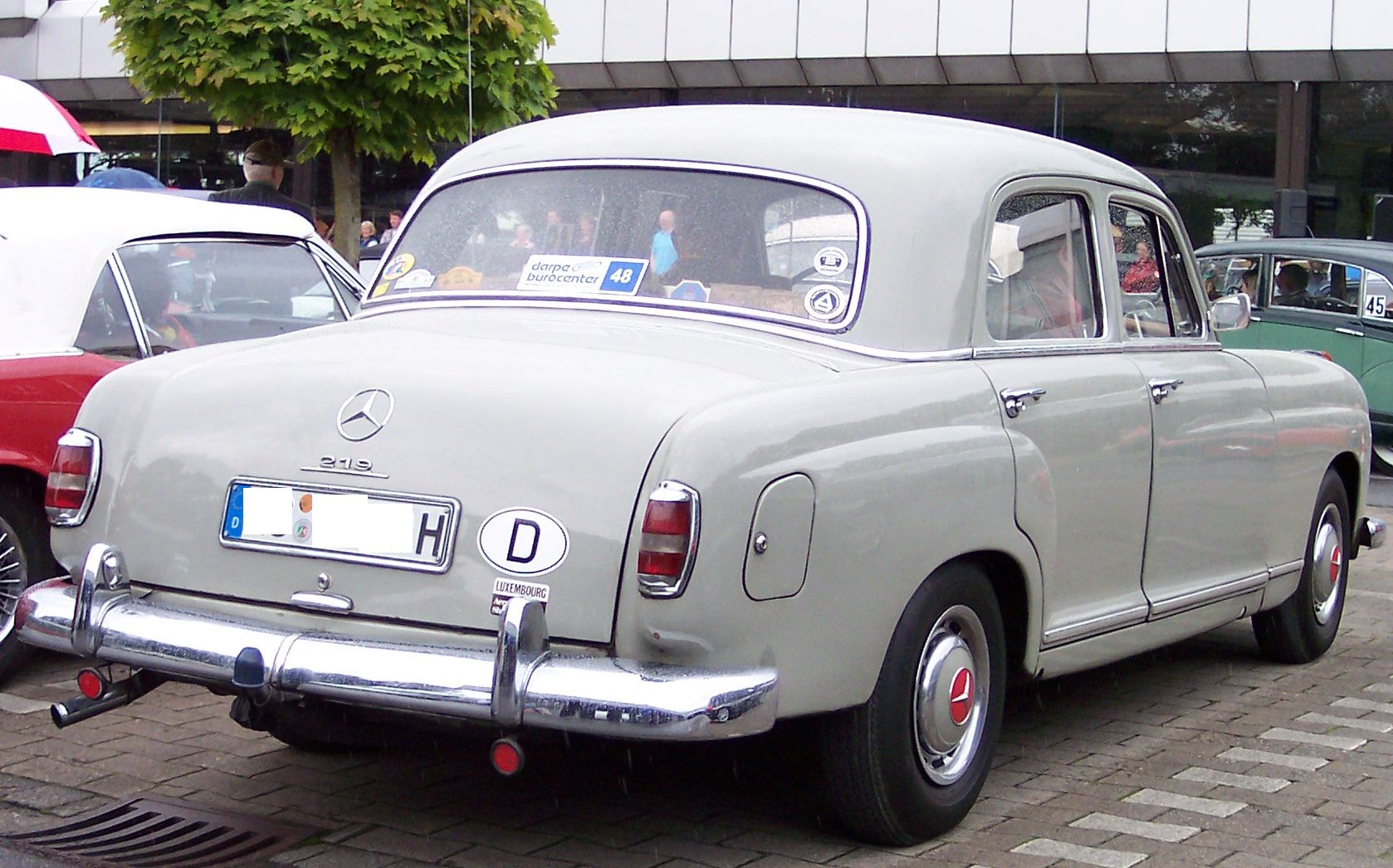
Mercedes-Benz 219 (W 105).
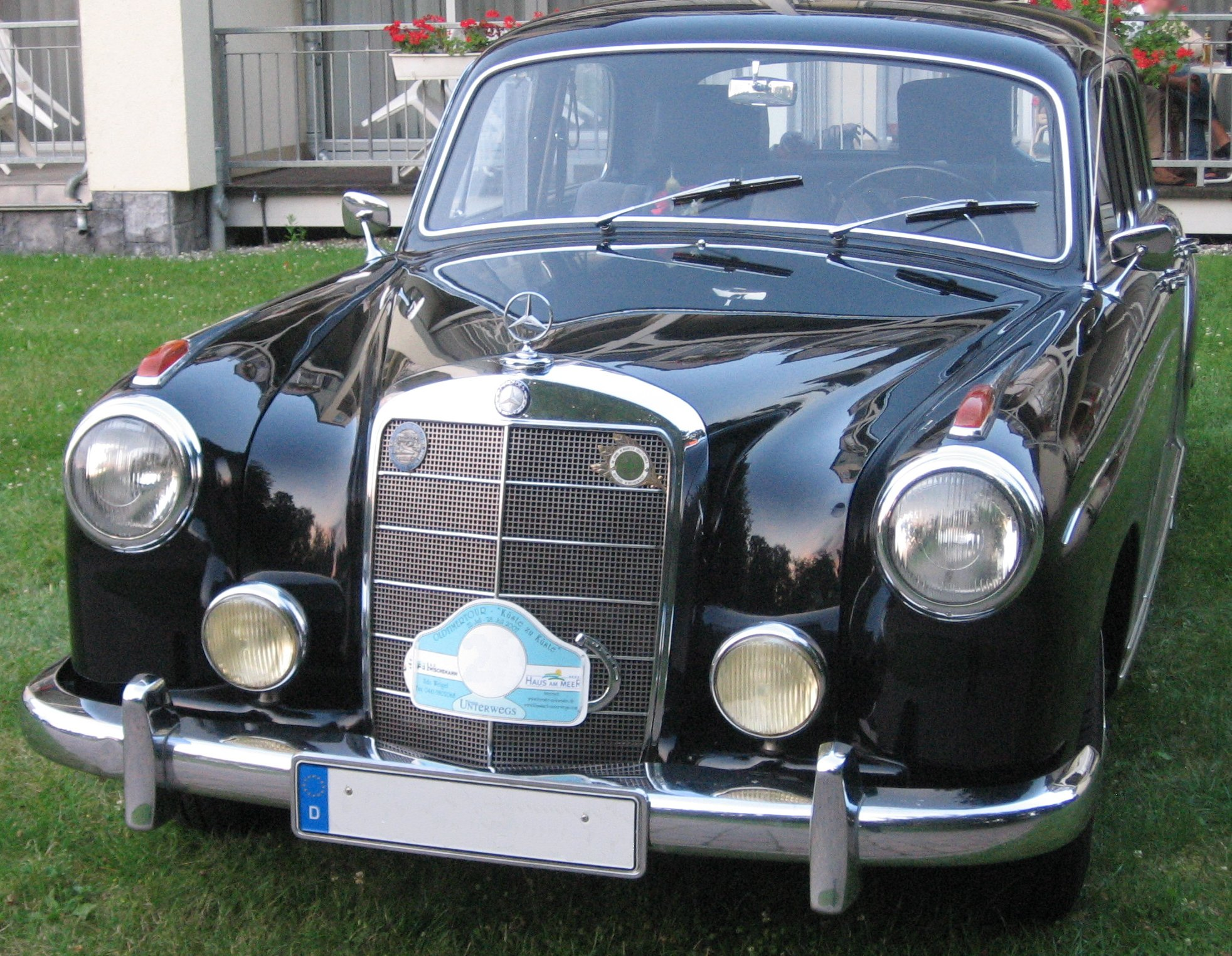
Mercedes-Benz 219 (W 105).
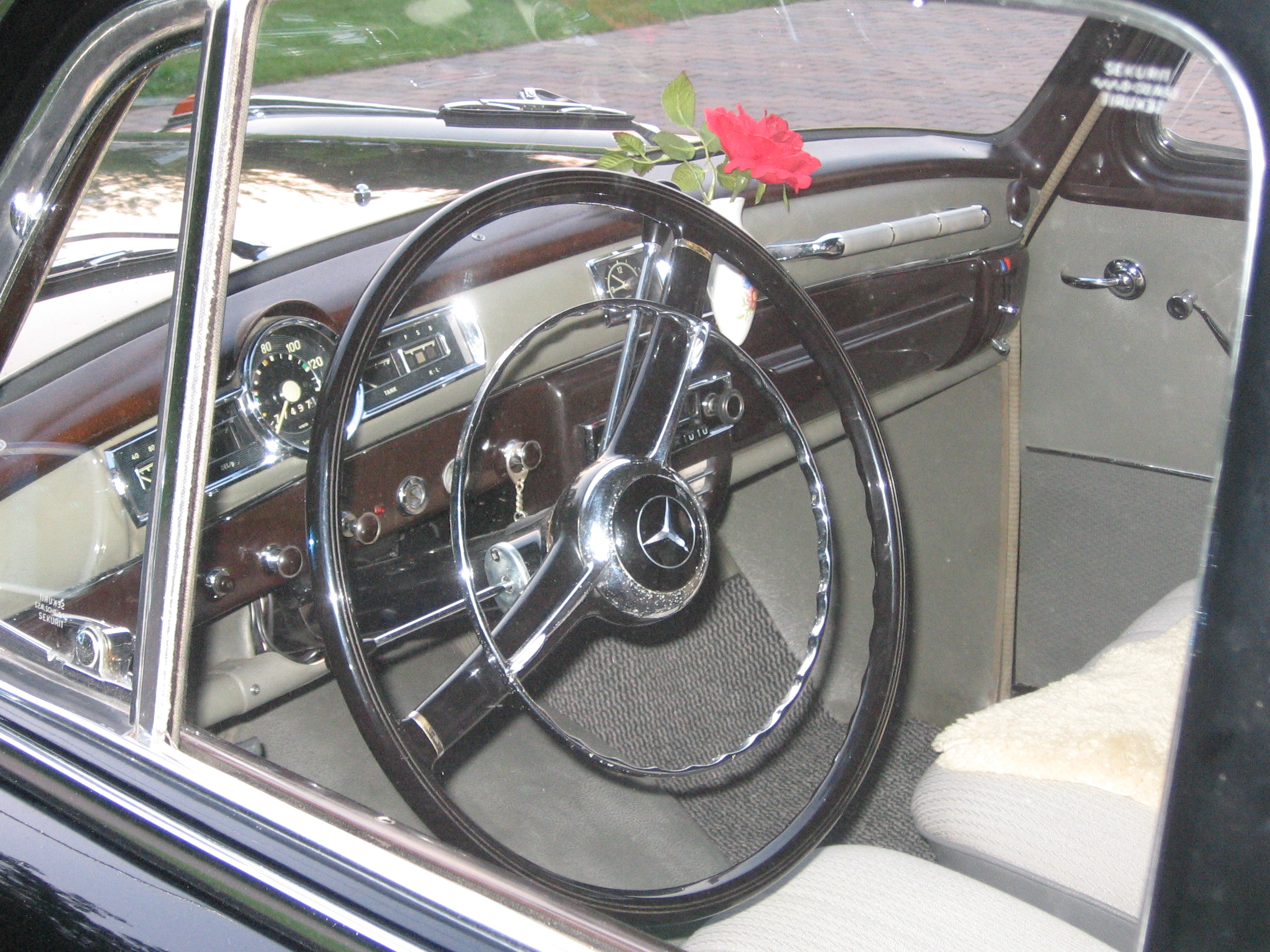
Mercedes-Benz 219 (W 105).
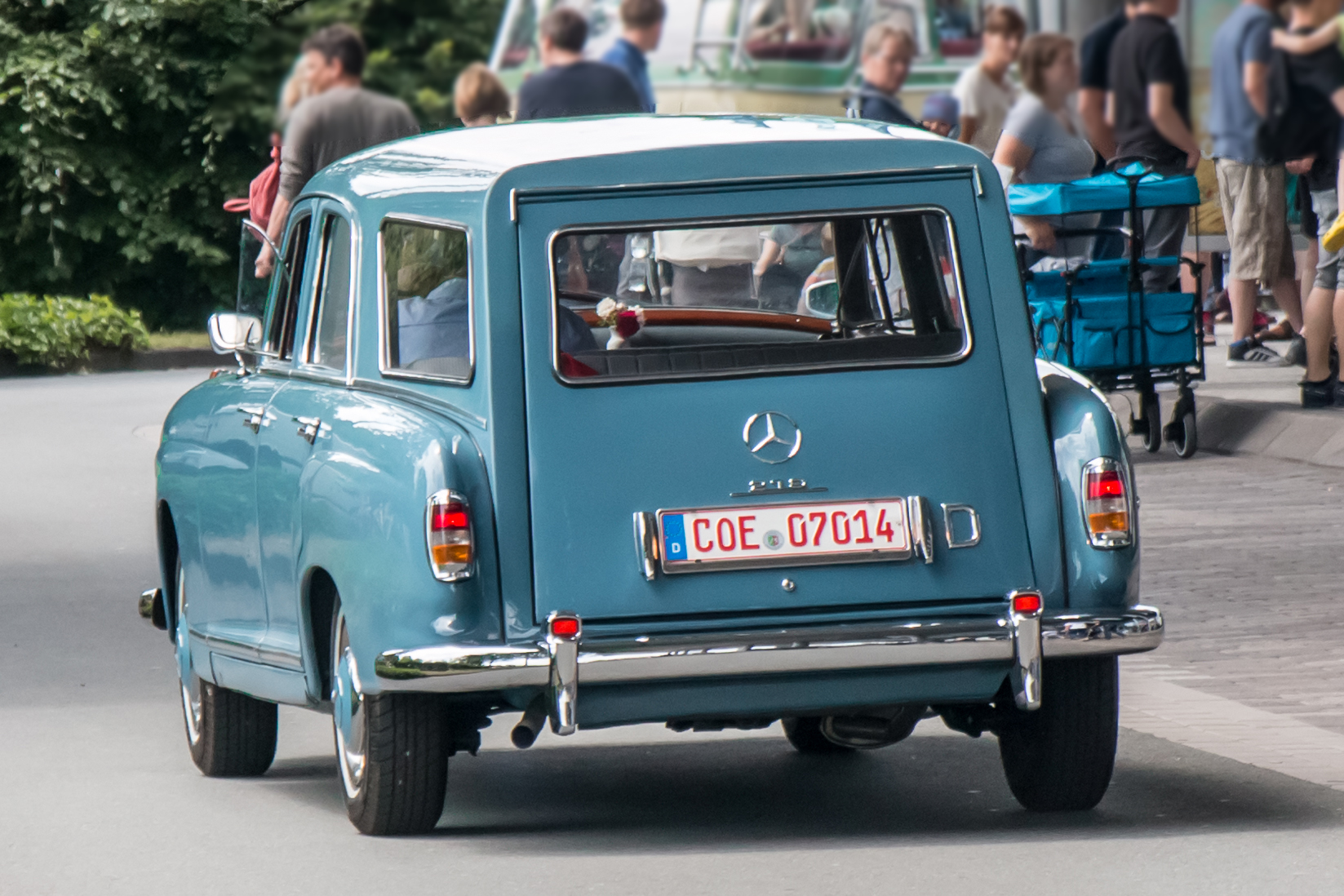
Mercedes-Benz 219 (W 105) break, construit à partir de kits Complete Knock Down par IMA en Belgique.